# Greenplum (компания)
Greenplum (Greenplum Software) — компания-разработчик массово-параллельной СУБД для хранилищ данных Greenplum на основе PostgreSQL.
Основана в 2003 году, в 2005 году выпущен первый продукт — СУБД Bizgres на основе PostgreSQL. Две основных отличительных особенности основного продукта — горизонтальная масштабируемость (возможность вследствие поддержки сегментирования добавления узлов в кластер для повышения обрабатываемых объёмов и производительности) и столбцовое хранение (обеспечивающее практическую эффективность сжатия данных и снижение трафика ввода-вывода для больших запросов). В течение 2006—2007 годов компания получила венчурное финансирование в объёме около $15 млн. Основной платформой при поставках СУБД в 2006—2009 годы был Sun Fire X4500 под управлением Solaris, но после поглощения Sun практически все заказчики перешли на версии для Linux на различных аппаратных платформах.
В октябре 2009 года компания выпустила бесплатную версию, позволяющую работать на одном двухсокетном узле (Single-Node Edition). В том же году компания вошла в магический квадрант Gartner по сегменту СУБД для хранилищ данных.
В июле 2010 году компания поглощена корпорацией EMC, сумма сделки оценена наблюдателями в сумму порядка $300 млн. Торговая марка «Greenplum» для СУБД была сохранена, и передана в подразделение Pivotal. В 2015 году исходный код СУБД Greenplum выпущен под свободной лицензией, но в мае 2024 года компания Tanzu by Broadcom приняла решение о закрытии исходного кода проекта Greenplum Database. Все будущие выпуски Greenplum Database будут иметь закрытый исходный код и выпускаться как часть VMware Tanzu Data Suite.